# Бивилије
Бивилије (фр. Bivilliers) насеље је и општина у северној Француској у региону Доња Нормандија, у департману Орн која припада префектури Мортањ о Перш.
По подацима из 2011. године у општини је живело 66 становника, а густина насељености је износила 15,9 становника/km². Општина се простире на површини од 4,15 km². Налази се на средњој надморској висини од 211 метар (максималној 257 m, а минималној 202 m).

## Демографија
| 1962. | 1968. | 1975. | 1982. | 1990. | 1999. | 2011. |
| ----- | ----- | ----- | ----- | ----- | ----- | ----- |
| 80    | 99    | 92    | 84    | 86    | 74    | 66    |

График промене броја становника у току последњих година